# Smash Mouth
Smash Mouth é uma banda americana de rock formada no ano de 1994, em San José, na Califórnia. Teve grande sucesso na segunda metade da década de 1990 e primeira metade da década de 2000.

## História
A banda foi fundada por Steve Harwell e Kevin Coleman, sendo que um tempo depois juntaram-se com Greg Camp e Paul de Lisle. 
Em 1997, lançaram seu primeiro álbum, Fush Yu Mang, que estourou no top 20 norte-americano e levou disco de platina duplo e que inclui o êxito "Walkin' On The Sun" (n.º nas paradas Adult Top 40 e Alternative Airplay, da Billboard). 
Depois, em 1999, lançaram o álbum Astro Lounge, que inclui o maior sucesso da banda, "All Star" - canção que chegou ao n.º 4, da Hot 100, da Billboard, e que foi indicada para um Grammy em 2000, na categoria de Melhor Performance Pop Por Uma Dupla ou Grupo -, assim como os singles "Then the Morning Comes" (n.º 11 na Hot 100) e "Waste". 
Em 2001, lançaram o álbum Smash Mouth, com novo baterista, Michael Urbano. O álbum teve inclui os singles "Pacific Coast Party" e "I'm a Believer", tendo este último tema sido incluído na banda sonora do filme Shrek.  
2003 foi ano do Get In the Picture?, que inclui o single "You Are My Number One". Depois disso a banda fez várias turnês pelos Estados Unidos.
Em agosto de 2005, a banda lança a coletânea All Star Smash Hits e em dezembro do mesmo ano o álbum de Natal The Gift of Rock, onde faz covers de Ramones, Ringo Starr, Louis Armstrong e The Kinks, entre outros. 
Em 2006, lançam o álbum Summer Girl (que foi lançado em setembro de 2006 nos Estados Unidos e conta com "Summer Girl" e "Story of My Life"). Neste mesmo ano, o Smash Mouth dá adeus a Michael Urbano, mas dá boas-vindas ao novo baterista da banda, Jason Sutter. Após isso, aconteceria a saída do principal compositor de praticamente todas as músicas da banda, Greg Camp, a provável razão para a perda de rítmo nos lançamentos. 
Sem Greg Camp, a banda lança o álbum Magic em 2012. Voltaram a lançar um disco apenas em 2018, uma versão acústica do Fush Yu Mang e desde então têm lançado apenas singles.
Em outubro de 2021, em uma apresentação da banda em um festival de cerveja e vinho em Bethel, no estado de Nova York, o vocalista Steve Harwell apareceu bêbado e ameaçou o público. Após o ocorrido, o cantor anunciou sua aposentadoria para tratar seus problemas de saúde. Antes de sua última apresentação, ele já vinha sendo substituido por outro cantor para seu tratamento. Harwell acabou por falecer em setembro de 2023, aos 56 anos, devido a doença hepática.

## Estilos musicais e influências
O estilo musical e influências de Smash Mouth sempre foram assuntos de grande discussão entre seus fãs e admiradores. O Smash Mouth tem grandes influências de bandas pop dos anos 50 e 60.
A banda é classificada também como uma banda de rock alternativo, por misturar vários estilos em suas canções. 
No CD Fush Yu Mang, há canções com influências de ska punk e outras com riffs e ritmos pop dos anos 1960. Em Astro Lounge, Smash teve influências de techno/eletrônica, surf music e elementos de músicas dos anos 1960 novamente. No álbum Smash Mouth, a banda fez um mix de estilos musicais, que garantiu muito sucesso. Conta igualmente com canções pop, influências de músicas dos anos 1960; ou também influências de punk rock como nas canções "Shoes n' Hats" e  "Your Man", assim como ritmos de canções dos anos 1960 em "I'm a Believer" (um sucesso da banda The Monkees).
Get the Picture? mostrou ser um álbum com muitas influências de surf e pop/rock, mas foi um álbum inovador, com muitas influências de surf music, como Smash nunca tinha mostrado antes. New Planet tem novamente influência punk, Hot com um ritmo de heavy metal, mas Get the Picture? foi considerada pela banda o álbum com maior influências de Surf Music, com o jeito que Greg Camp tocou naquelas músicas parecidas com o estilo que Dick Dale tocava foi realmente diferente.
É uma banda com uma mistura de estilos musicais, como o rock clássico de Elvis Presley, Van Halen e The Beatles, o punk de Buzzcocks e The Clash, a surf music de The Beach Boys e Dick Dale e o funk metal dos Red Hot Chili Peppers. Porém, Steve Harwell preferiu dizer a seguinte frase: "Não me interessa como nos consideram, quero ser apenas considerado Smash Mouth".

## Integrantes

### Membros atuais
- Paul De Lisle – baixo, vocal de apoio e composição (1994-atualmente)
- Randy Cooke – bateria, percussão, backing vocals (2010–2011, 2011-2012, 2016-2018, 2018-atualmente)
- Michael Klooster – teclado (1997-atualmente)
- Sean Hurwitz – guitarra, backing vocals (2011–2012, 2012–2016, 2019-atualmente)
- Zach Goode – vocal (2022 - atualmente)

### Ex-membros
- Steve Harwell – vocal (1994-2021)
- Greg Camp – guitarra, backing vocals, composição (1994–2008, 2009–2011, 2018–2019)
- Kevin Coleman – bateria, percussão (1994-1999)
- Mark Cerventes – percussão, teremim, backing vocals (1999-2008)
- Mitch Marine – bateria, percussão (1999–2000, 2006, 2007–2009, 2010)
- Jason Sutter – bateria, percussão (2006-2007, 2011, 2013-2016)
- Leroy Miller – guitarra, backing vocals (2008–2009)
- Michael Urbano – bateria, percussão (1999, 2000–2006, 2009–2010, 2018)
- Charlie Paxson – bateria, percussão, backing vocals (2011, 2012–2013)
- Mike Krompass – guitarra, backing vocals (2012)
- Sam Eigen – guitarra, backing vocals (2016–2018)

## Discografia
Álbuns
- Fush Yu Mang
- Astro Lounge
- Smash Mouth
- Get the Picture?
- The Gift of Rock
- Summer Girl
- Magic

#### Videoclipes
| Título                          | Diretor(es)                    |
| ------------------------------- | ------------------------------ |
| "Walkin' on the Sun"            | McG                            |
| "Why Can't We Be Friends?"      | McG                            |
| "Can't Get Enough of You, Baby" | McG                            |
| "All Star"                      | McG                            |
| "Then the Morning Comes"        | Scott Marshall, Ramsey Nickell |
| "Waste"                         | Chris Hafner                   |
| "I'm a Believer"                | Scott Marshall                 |
| "Pacific Coast Party"           | Tryan George                   |
| "Your Man"                      |                                |
| "Holiday in My Head"            | Mark Gerard                    |
| "You Are My Number One"         | Michael John Sarna             |
| "Hang On"                       | Nick Quested                   |
| "Story of My Life"              | Nick Harwell                   |
| "Bus Stop"                      |                                |